# Pinus edulis
Pinus edulis ist eine Pflanzenart aus der Gattung der Kiefern (Pinus). Sie ist im westlichen Nordamerika heimisch. Die Art erträgt Trockenheit und bildet große, essbare Samen aus. Die Art zählt wie auch die Einblättrige Kiefer (Pinus monophylla) zur Pflanzengesellschaft der Pinyon-Kiefern. Pinus edulis ist der Staatsbaum des US-Bundesstaates New Mexico.

## Beschreibung

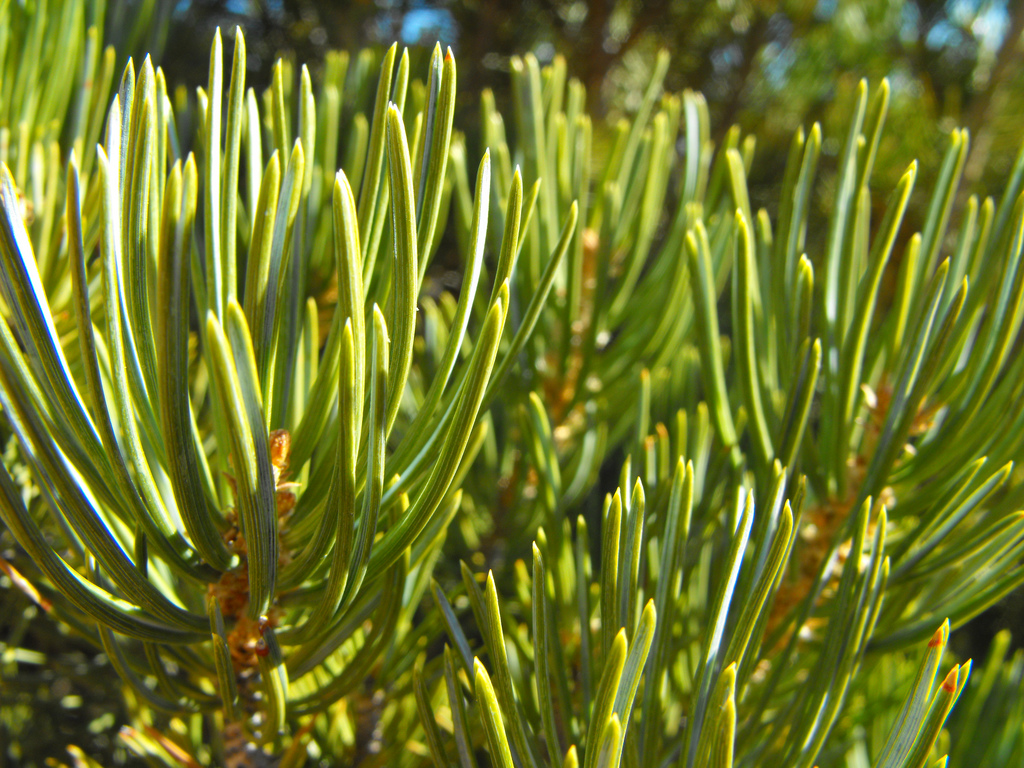
Nadeln

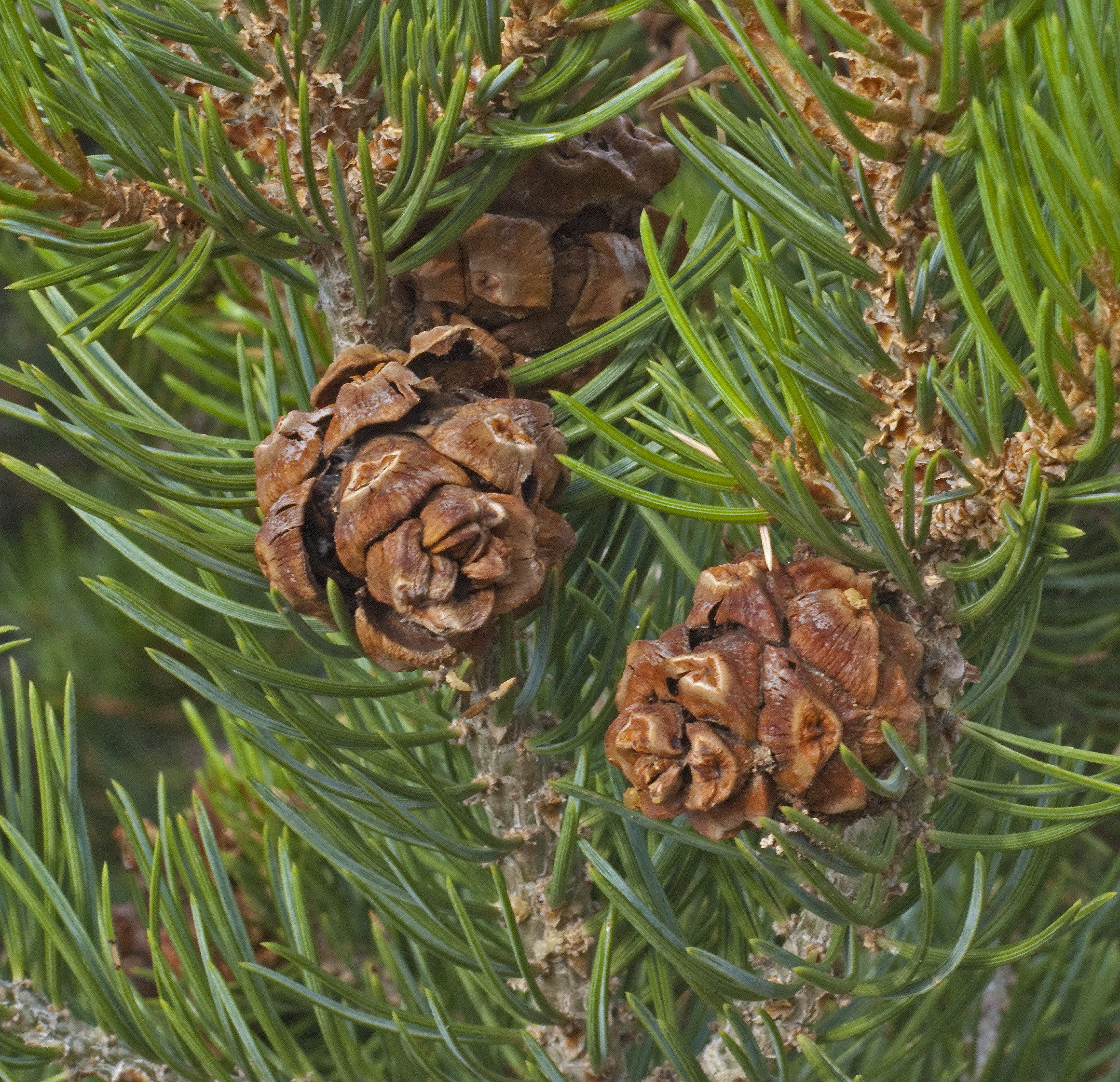
Zweig mit Zapfen

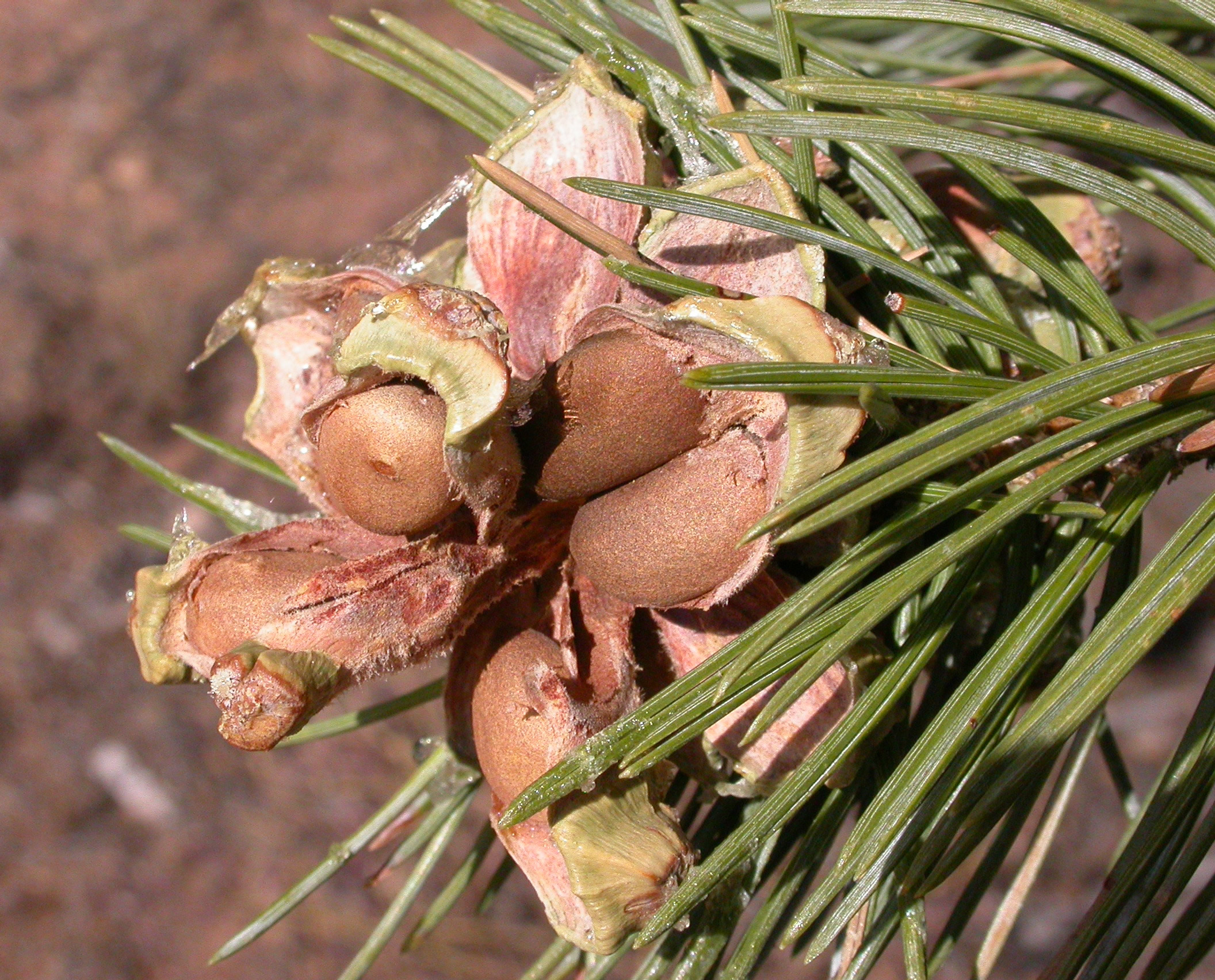
Zapfen mit Samen

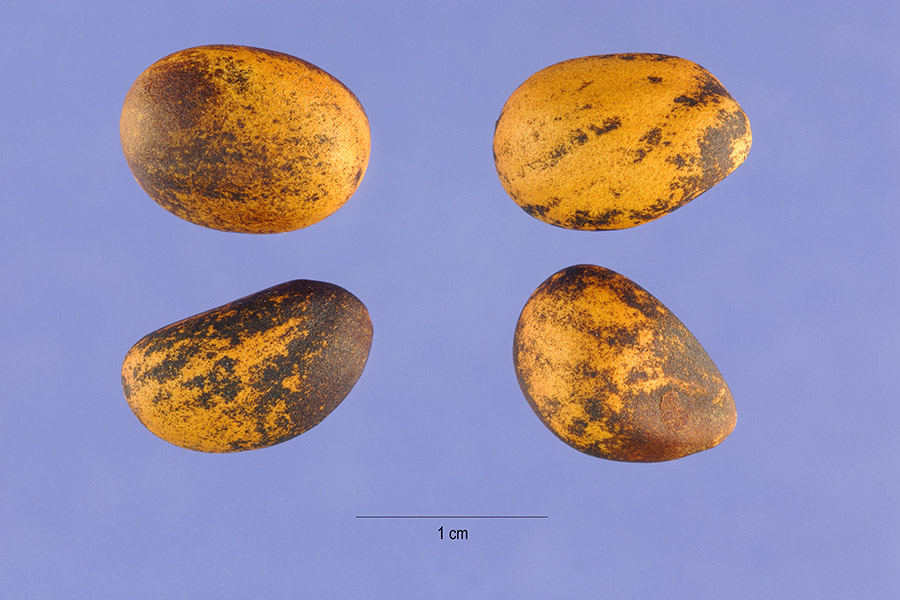
Samen

### Habitus
Pinus edulis ist ein immergrüner Baum, der im Freistand eine Wuchshöhe von rund 15 Metern, in Ausnahmefällen bis zu 21 Meter und Stammdurchmesser von 0,6 bis 1,7 Meter erreicht. Die Art bildet meist eine buschige Krone aus. Die biegsamen Zweige und jungen Triebe sind ziemlich dick.

### Nadeln
Die zugespitzten, an der Oberseite dunkelgrünen und an der Unterseite deutlich blaugrünen Nadeln werden zwischen 2 und 4 Zentimeter lang. Sie weisen keinerlei Zähnung auf und sind relativ derb, ziemlich dick und ein wenig einwärts gekrümmt. Jede Nadel besitzt im Querschnitt zwei, selten einen, Harzkanäle. Die Nadeln stehen meist paarweise an Kurztrieben. Bei einigen Populationen können bis zu 25 % der Bäume dreinadelig sein. Bäume mit nur einer Nadel je Kurztrieb sind nur sehr selten.

### Blüten, Zapfen und Samen
Pinus edulis ist einhäusig-getrenntgeschlechtig (monözisch) und wird mit rund 25 Jahren mannbar. Die Anlage der Blütenzapfen beginnt im August bis September und ist im Oktober abgeschlossen. Die Blütezeit beginnt im Mai und die Bestäubung erfolgt meist im Juni.
Die männlichen Blütenzapfen sind 7 Millimeter lang und gelblich bis rotbraun gefärbt. Von der Bestäubung bis zur Reife benötigen die fast kugeligen Zapfen etwa 26 bis 27 Monate. Die reifen, hellgelben und schwach grün getönten Zapfen sind zwischen 3 und 6 Zentimeter lang und 4 und 7 Zentimeter breit. Sie bestehen aus 20 bis 24 Zapfenschuppen und sitzen an bis zu 3 Millimeter langen Stielen. Die Zapfen sind oft klebrig vom Harz und enthalten 20 bis 40 Samen. Die 10 bis 15 Millimeter großen, hellgelb bis rotbraun gefärbten und ungeflügelten Samen sind essbar. Das Tausendkorngewicht beträgt rund 239 Gramm. Die Samen werden hauptsächlich durch Vögel verbreitet (Ornithochorie). Eine große Rolle spielen dabei der
Florida-Buschhäher (Aphelocoma coerulescens), der Nacktschnabelhäher (Gymnorhinus cyanocephalus) und der Kiefernhäher (Nucifrage columbiana).

### Borke
Äste und junge Stämme besitzen eine glatte, graue Borke. Ältere Stämme besitzen eine rotbraune und unregelmäßig aufgerissene Borke. Diese Borke wird zwischen 2 und 3 Zentimeter dick. Die Rinde der Zweige und Jungtriebe ist anfangs hell orangebraun, wird später dunkelbraun und grau.

### Holz
Das gelblichbraune Kernholz wird von einem schmalen und fast weißen Splint umgeben. Das harte, spröde und sehr harzreiche Holz ist meist sehr engringig. Die Darrdichte liegt zwischen 0,43 und 0,62 g/cm³.

### Wurzelsystem
Pinus edulis bildet, sofern es die Bodenstruktur zulässt, ein tiefreichendes Pfahlwurzelsystem mit weitreichenden Lateralwurzeln aus. Die Pfahlwurzel kann in Tiefen von bis zu 6,4 Metern vordringen, die Mehrzahl der Wurzel findet man jedoch in Tiefen von bis zu 50 Zentimetern an. In Nordwestcolorado bildet die Art Ektomykorrhizen mit Cenococcum geophilum, Rhizopogon ellenae und Rhizopogon pinyonensis. Endomykorrhizen wurden bisher nicht beobachtet.

### Chromosomenzahl
Die Chromosomenzahl beträgt 2n = 24.

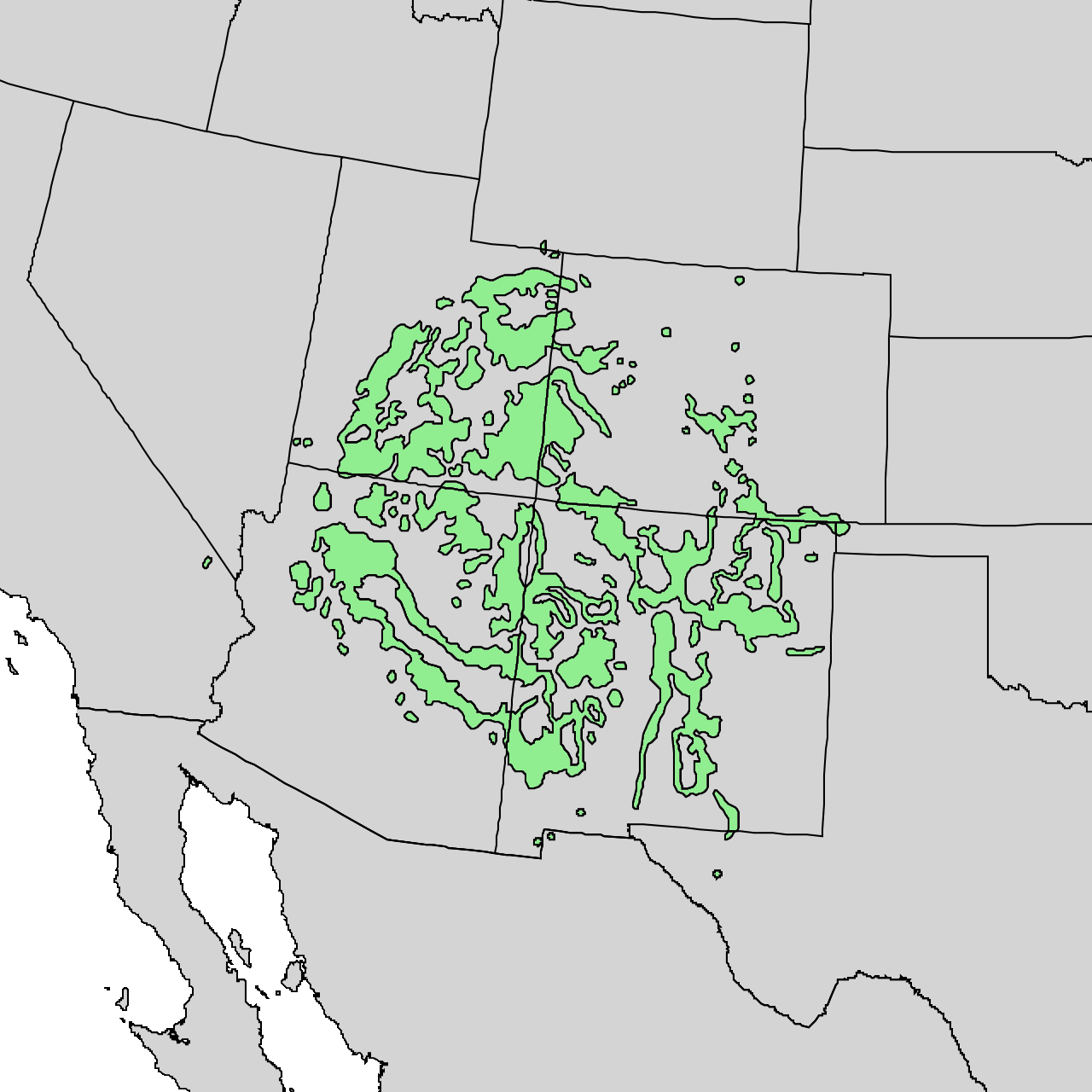
Verbreitungsgebiet

## Verbreitung und Lebensraum
Das Verbreitungsgebiet von Pinus edulis liegt im küstenfernen Südwesten der USA und den südlichen Rocky Mountains. Es umfasst dabei die US-Bundesstaaten Oklahoma, Colorado, Wyoming, New Mexico, Texas, Arizona, Kalifornien und Utah, es reicht noch ein Stück weit bis in das nördliche Mexiko hinein. Die Gesamtfläche der mit Pinus edulis bestockten Wälder beträgt rund 14,9 Millionen Hektar.
Sie besiedelt Standorte in semiariden und trockenen subhumiden Regionen. Man findet sie in Höhenlagen von 900 bis 3.200 Metern. Die Temperaturen schwanken zwischen +44 °C im Sommer und −35 °C im Winter. Der jährliche Niederschlag liegt zwischen 250 und 700 mm. Es werden Böden unterschiedlichster Mächtigkeit und Struktur besiedelt. Des Spektrum reicht dabei von groben Kiesen bis hin zu kompakten Tonböden. An den pH-Wert des Bodens werden nur geringe Ansprüche gestellt, als optimal gilt jedoch ein pH-Wert von 7 bis 8.
Je nach Standort bildet Pinus edulis Mischbestände mit dem Wüsten-Beifuß (Artemisia tridentata), mit Artemisia nova, mit Cercocarpus ledifolius, mit Cercocarpus montanus, mit Cowania mexicana, mit Fallugia paradoxa, mit Gutierrezia sarothrae, dem Alligator-Wacholder (Juniperus deppeana), dem Einsamigen Wacholder (Juniperus monosperma), dem Utah-Wacholder (Juniperus osteosperma), dem Rocky-Mountain-Wacholder (Juniperus scopulorum), mit Juniperus pinchotii, der Gambeleiche (Quercus gambelii), mit Quercus grisea, mit Quercus turbinella, mit Purshia tridentata und mit dem Dreilappingen Sumach (Rhus trilobata). Verschiedene Arten der Felsenbirnen (Amelanchier), Meerträubel (Ephedra), Opuntien (Opuntia), Palmlilien (Yucca), Chrysothamnus und Eriogonum treten mit unterschiedlicher Häufigkeit in Pinus edulis-Beständen auf. Der Unterwuchs wird Großteils durch Aster hirtifolius, das Blaubüschel-Weizengras (Agropyron spicatum), Agropyron smithii, Agropyron trachycaulum, das Moskitogras (Bouteloua gracilis), Bouteloua curtipendula, die Dach-Trespe (Bromus tectorum), Calochortus nuttallii, Chenopodium graveolens, das Pyramiden-Schillergras (Koeleria pyramidata), Hilaria jamesii, Hymenopappus filifolius, Muhlenbergia torreyi, Petradoria pumila, das Indianische Reisgras (Oryzopsis hymenoides), Sitanion hystrix, Stipa comata sowie Arten der Gattungen Bartfaden (Penstemon), Arisitada, Gilia, Sphaeralcea und Sporobolus gebildet.

## Nutzung
Aufgrund der geringen Abmessungen und der schlechten Stammformen hat das Holz keine wirtschaftliche Bedeutung als Bauholz. Die Art wird jedoch häufig als Brennholz und als Christbaum genutzt. Die essbaren Samen sind nährstoffreich und wohlschmeckend. Sie werden schon lange verzehrt und gehandelt. Sie stellten eine wichtige Nahrungsquelle für viele Indianerstämme dar. Sie werden auch noch heute geerntet und meist in gerösteter Form verspeist. Die jährlich kommerziell genutzte Menge liegt zwischen 500.000 und 900.000 Kilogramm. Aufgrund der geringen Wuchsleistung wird die Art nur selten für Aufforstungen herangezogen. Vor allem in Trockengebieten stellt sie aber ein willkommenes Element in der Landschaftspflege und zum Erhalt von Wassereinzugsgebieten dar.

## Krankheiten und Schädlinge
Da die Bäume meist sehr lückig stehen und eine leicht entzündliche Strauch- und Krautschicht meist fehlt, spielen Waldbrände eine geringe Rolle. Als bedeutendster Krankheitserreger wird die Zwergmistel Arceuthobium divaricatum  angesehen der unter anderem Hexenbesen bildet und den Baum schwächt und in so anfälliger für andere Erreger macht. Der Pilz Cronartium occidentale, die Nadelroste Coleosporium crowellii, Coleosporium jonesii sowie die Nadelschütteerreger Bifusella saccata und Elytroderma deformans werden gelegentlich schädlich. Wurzelfäule wird durch Hallimasche (Armillaria) und Verticicladiella wagenerii ausgelöst. Die beiden Borkenkäferarten Ips confusus und Ips lecontei können in bestimmten Jahren Bestände von mehreren tausend Hektar abtöten. In den Jahren 2002 und 2003 war in den US-Bundesstaaten Arizona, Utah, New Mexico und Colorado ein weiträumiges Massensterben von Pinus edulis zu verzeichnen; durch anhaltende Trockenheit und hohe Temperaturen wurden die Bäume so geschwächt, dass sie von Holzkäfern wie Ips confusus zum Absterben gebracht wurden. Fraßschäden der Laus Matsucoccus acalyptus rufen eine Nadelbräunung hervor. Als Zapfen- und Samenschädlinge sind der Käfer Conophthorus edulis und die Motte Eucosma bobana von wirtschaftlicher Bedeutung. Coleotechnites edulicola miniert die Nadeln, ruft dabei jedoch nur geringe Schäden hervor. Neodiprion edulicola, sowie Arten der Gattungen Contarinia und Janetiella bilden Pflanzengallen an der Nadelbasis, welche anscheinend aber keine Schädigung des Baumes hervorrufen. Baumstachler schälen die Rinde von Ästen und Stämmen was in extremen Fällen zum Absterben des Baumes führen kann.

## Systematik
Pinus edulis gehört zur Untersektion Cembroides in der Sektion Parrya innerhalb der Untergattung Strobus. In den letzten Jahren wurde die geographisch-genetische Situation von Pinus edulis erforscht. Obwohl innerartliche Unterschiede vorliegen wird die Art nicht in geographische Unterarten unterteilt. Ein Synonym für die Art ist Pinus cembroides Zucc. var. edulis (Engelm.) Voss. Natürliche Kreuzungen finden mit der Einblättrigen Kiefer (Pinus monophylla) im westlichen Utah, wo sich die Verbreitungsgebiete der beiden Arten überlappen, statt. Im nordwestlichen und mittleren Arizona findet man auch natürliche Kreuzungen mit einer Unterart Pinus monophylla subsp. californiarum (D.K.Bailey) Silba.